# El Manzano (España)
El Manzano es un municipio y localidad española de la provincia de Salamanca, en la comunidad autónoma de Castilla y León. Se integra dentro de la comarca de Vitigudino y la subcomarca de La Ramajería. Pertenece al partido judicial de Salamanca.
Su término municipal está formado por un solo núcleo de población, ocupa una superficie total de 36,71 km² y según los datos demográficos recogidos en el padrón municipal elaborado por el INE en el año 2017, cuenta con una población de 75 habitantes.

## Historia
La fundación de El Manzano se remonta a la Edad Media, obedeciendo a la repoblación efectuada por los reyes leoneses entre los siglos X y XII, cuando quedó encuadrada dentro del Alfoz de Ledesma. Con la creación de las actuales provincias en 1833, El Manzano quedó integrado en la provincia de Salamanca, dentro de la Región Leonesa.

## Demografía
El Manzano cuenta con una población de 57 habitantes (INE 2024).
| Gráfica de evolución demográfica de El Manzano entre 1842 y 2021                                                    |
| |
| Población de derecho según los censos de población del INE Población de hecho según los censos de población del INE |

Según el Instituto Nacional de Estadística, El Manzano tenía, a 1 de enero de 2021, una población total de 65 habitantes, de los cuales 34 eran hombres y 31 mujeres. Respecto al año 2000, el censo reflejaba 96 habitantes, de los cuales 50 eran hombres y 46 mujeres. Por lo tanto, la pérdida de población en el municipio para el periodo 2000-2021 ha sido de 31 habitantes, un 32% de descenso.

## Cultura
Cada año, el primer sábado de octubre, sus vecinos y emigrantes, acogen a familiares y amigos, para celebrar su Fiesta Mayor. En ella, se venera a Nuestra Señora del Rosario, comenzando por la Santa Misa, tras el despertar vecinal al son de la gaita charra y el tamboril. Por la tarde, celebrado el Rosario, las elegidas como madrinas, engalanadas con vestidos charros, junto a toda mujer que quiera y pueda, honran a la imagen de la Virgen del Rosario, paseándola en procesión, bajo un repicar de campanas, por las calles. Ya junto a la iglesia, todo creyente, tendrá la ocasión de besar y hacerle la ofrenda que guste, antes de que comience la esperada puja por los bollos maimones, protagonizada por las salerosas madrinas que los donan y los mozos atraídos por su gracia, quienes rivalizan por obtenerlos a costa de dejarse los bolsillos vacíos.

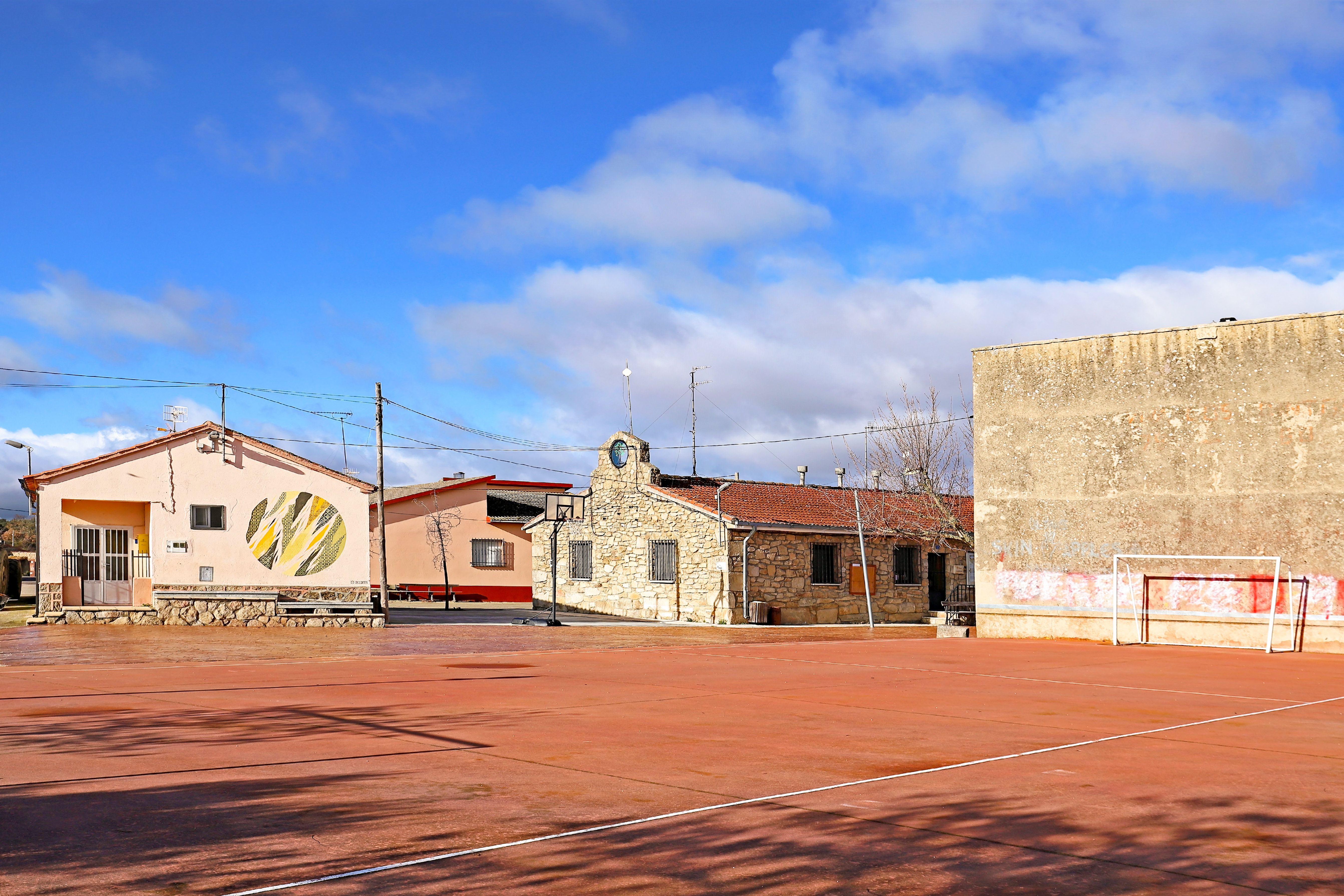
Ayuntamiento y frontón

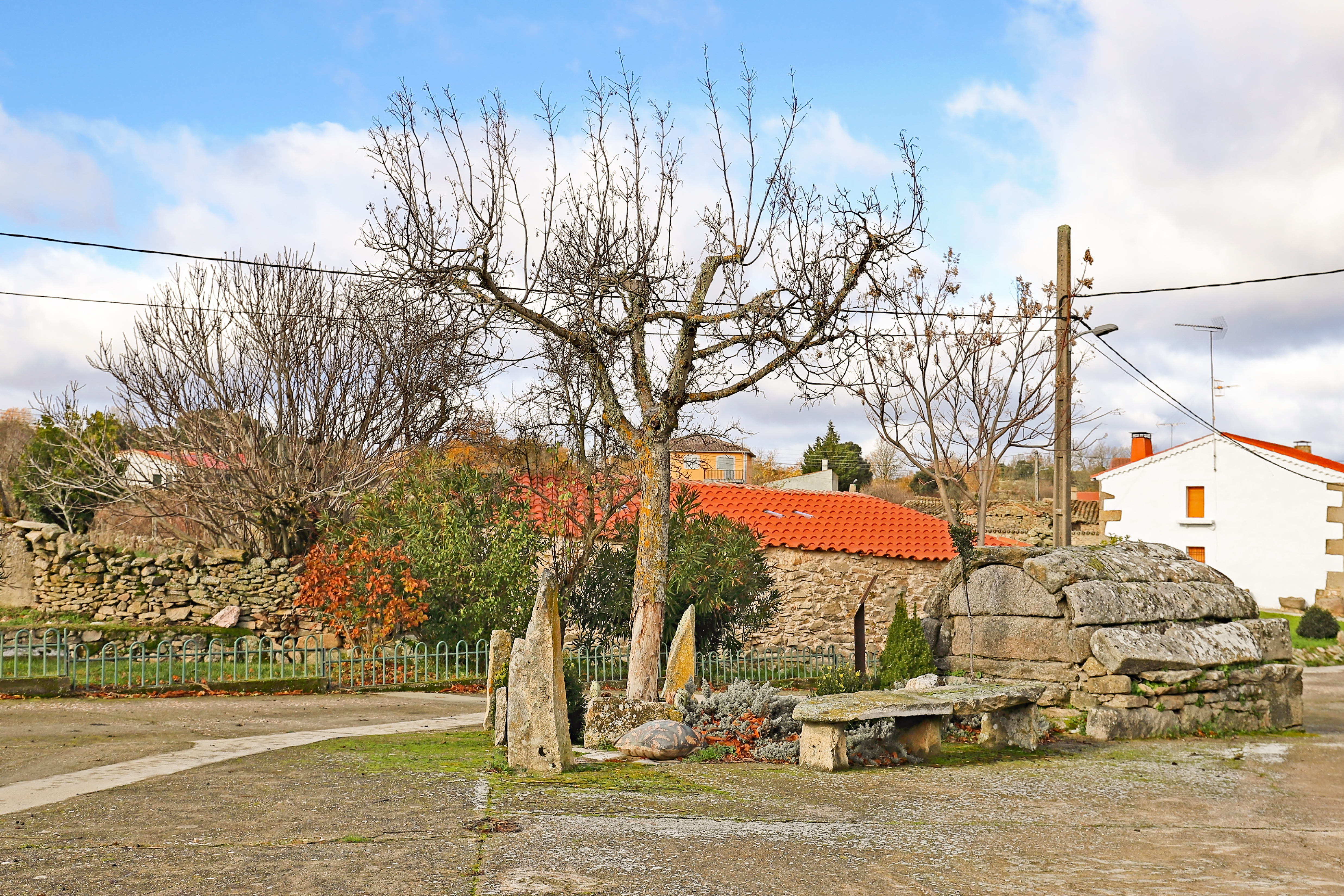
Fuente romana

Las jotas charras, no pueden faltar, ni otras de las buenas costumbres que hermanan a esa comunidad, ya sea el baile nocturno o las invitaciones de bar en bar, como las buenas viandas que en comidas y cenas, obligado se está a degustar, una vez será en casa de un familiar, sin olvidar que la siguiente en otra habrá de ser y así ningún pariente quedar por visitar, aunque sólo sea para pasar a saludar y un dulce tomar. 
Tras un afable fin de semana se vuelve a la normalidad, recordando que San Julián y su «Fiesta Chica» no tardarán en llegar, el mes de agosto poco después le seguirá, cuando fiestas de verano no te permiten parar. 
Si algo tiene en común todo manzanese, es que puede pregonar que: «En El Manzano tuvo el orgullo de nacer, más salmantino también es, pero no hay más honor que decir que soy español».

## Monumentos y lugares de interés
- La iglesia parroquial de San Julián Mártir fue construida en el siglo XVI. De su exterior destacan sus sillares bien aparejados, su portada oculta, su vía crucis esculpido en piedra y su imponente espadaña, que presenta el hecho singular de estar construida al revés. La sobriedad del exterior contrasta con un interior ricamente decorado con arcos, frescos y un imponente artesonado.
- La Fuente Romana es conocida como «La Fuente», añadido el nombre de «romana» por su parecido a las fuentes construidas durante la ocupación romana de la península ibérica (arco de medio punto y sillares bien labrados). En realidad, la fuente es de principios del siglo XIX. Su función principal era como lavadero. Se sitúa en el centro de El Manzano.

## Administración y política

### Gobierno municipal
| Partido político                         | 2023  | 2023  | 2023       | 2019  | 2019  | 2019       | 2015  | 2015  | 2015       | 2011  | 2011  | 2011       | 2007  | 2007  | 2007       | 2003  | 2003  | 2003       |
| Partido político                         | %     | Votos | Concejales | %     | Votos | Concejales | %     | Votos | Concejales | %     | Votos | Concejales | %     | Votos | Concejales | %     | Votos | Concejales |
| Partido Socialista Obrero Español (PSOE) | 72,73 | 16    | 3          | 69,57 | 32    | 2          | 77,36 | 41    | 2          | 59,32 | 35    | 2          | 33,85 | 22    | 1          | 24,64 | 17    | 0          |
| Ciudadanos (CS)                          | 18,18 | 4     | 0          | 28,26 | 13    | 1          | —     | —     | —          | —     | —     | —          | —     | —     | —          | —     | —     | —          |
| Partido Popular (PP)                     | 9,09  | 2     | 0          | 15,22 | 7     | 0          | 18,87 | 10    | 1          | 32,20 | 19    | 1          | 56,92 | 37    | 4          | 66,67 | 46    | 1          |
| Unión del Pueblo Salmantino (UPSa)       | —     | —     | —          | —     | —     | —          | —     | —     | —          | —     | —     | —          | 30,77 | 20    | 0          | —     | —     | —          |

El alcalde de El Manzano no recibe ningún tipo de prestación económica por su trabajo al frente del ayuntamiento (2017).

### Elecciones autonómicas
| Partido político                              | 2019  | 2019 | 2015  | 2015  | 2011  | 2011 | 2007  | 2007 | 2003  | 2003 | 1999  | 1999 | 1991  | 1991 | 1987  | 1987 | 1983  | 1983 |
| Partido político                              | Votos | %    | Votos | %     | Votos | %    | Votos | %    | Votos | %    | Votos | %    | Votos | %    | Votos | %    | Votos | %    |
| Partido Popular (PP)                          | —     | —    | 26    | 50,98 | —     | —    | —     | —    | —     | —    | —     | —    | —     | —    | —     | —    | —     | —    |
| Partido Socialista Obrero Español (PSOE)      | —     | —    | 17    | 33,33 | —     | —    | —     | —    | —     | —    | —     | —    | —     | —    | —     | —    | —     | —    |
| Podemos                                       | —     | —    | 4     | 7,84  | —     | —    | —     | —    | —     | —    | —     | —    | —     | —    | —     | —    | —     | —    |
| Partido Regionalista del País Leonés (PREPAL) | —     | —    | 1     | 1,96  | —     | —    | —     | —    | —     | —    | —     | —    | —     | —    | —     | —    | —     | —    |
| Ciudadanos (Cs)                               | —     | —    | 1     | 1,96  | —     | —    | —     | —    | —     | —    | —     | —    | —     | —    | —     | —    | —     | —    |